# كأس السوبر اللاتفي 2014
بطولة كأس السوبر اللاتفي 2013 هي النسخة الثانية من بطولة كأس السوبر اللاتفي، كان من المفترض أن يلعب يوم 8 مارس 2014، بين فريق فنتسبليس الفائز بالدوري وكأس لاتفيا وفريق سكونتو وصيف الدوري. ولكن تأجلت المباراة إلى وقت غير معروف.